# Бостонская шестёрка
Вторая новоанглийская школа (англ. The Second New England School), Вторая Бостонская школа, Новоанглийские классики (англ. New England Classicists) или Бостонская шестёрка (англ. The Boston Six) — название группы американских академических композиторов, живших в конце XIX — начале XX века в Новой Англии, особенно в Бостоне и его окрестностях, который в то время был развивающимся музыкальным центром. Вторая новоанглийская школа рассматривается американскими музыковедами как сыгравшая ключевую роль в самостоятельном развитии американской классической музыки отдельно от её европейского происхождения.
Название «Вторая новоанглийская школа» впервые предложил музыкальный историк Гилберт Чейз в 1955 году. Первой новоанглийской школой согласно терминологии Чейза была группа хоровых американских композиторов, живших в конце XVIII века. Композиторы Второй новоанглийской школы не создавали никакой фактической организации, объединительный термин подразумевает сходство их композиторских стилей и совместное влияние на развитие американской музыки.
В состав Бостонской шестёрки входят:
- Джон Ноулз Пейн (1839—1906)
- Артур Фут (1853—1937)
- Джордж Чедуик (1854—1931)
- Эми Бич (1867—1944)
- Эдуард Мак-Доуэлл (1861—1908)
- Горацио Паркер (1863—1919)[2]

Их произведения издавал крупнейший музыкальный издатель того времени Артур Шмидт.
К другим композиторам, связанных с группой, относят Эдгара Стиллмана Келли (1857—1944), Джорджа (1861—1944) и Артура (1861—1936) Уайтингов.
В годы Второй новоанглийской школы американское музыкальное образование только зарождалось. Американские композиторы изучали теорию музыки и композицию в Европе или от европейских музыкантов, эмигрировавших в Соединённые Штаты. В результате значительная часть американской классической музыки того времени отражает европейское (особенно немецкое) влияние.
Многие композиторы Бостонской шестёрки были музыкальными педагогами и стали пионерами академического музыкального образования в Соединённых Штатах. Горацио Паркер стал профессором музыки в Йельском, а Эдуард Мак-Доуэлл — в Колумбийском университете. Джон Ноулз Пейн был первым профессором музыки в Гарвардском университете. Пейн был более старшим и опытным, чем большинство его коллег, и считался неофициальным лидером этой группы.
Влияние Новоанглийских классиков позже испытали такие американские композиторы, как Уолтер Пистон, Говард Хансон, Дуглас Мур и Карлайл Флойд. Некоторые ученики композиторов Бостонской шестёрки, такие как Генри Франклин Гилберт (ученик Мак-Доуэлла) и Чарльз Айвз (студент Паркера), наоборот отвергли бо́льшую часть учений своих учителей и создали новые радикальные музыкальные направления.